# ジェイムズ・ティプトリー・ジュニア

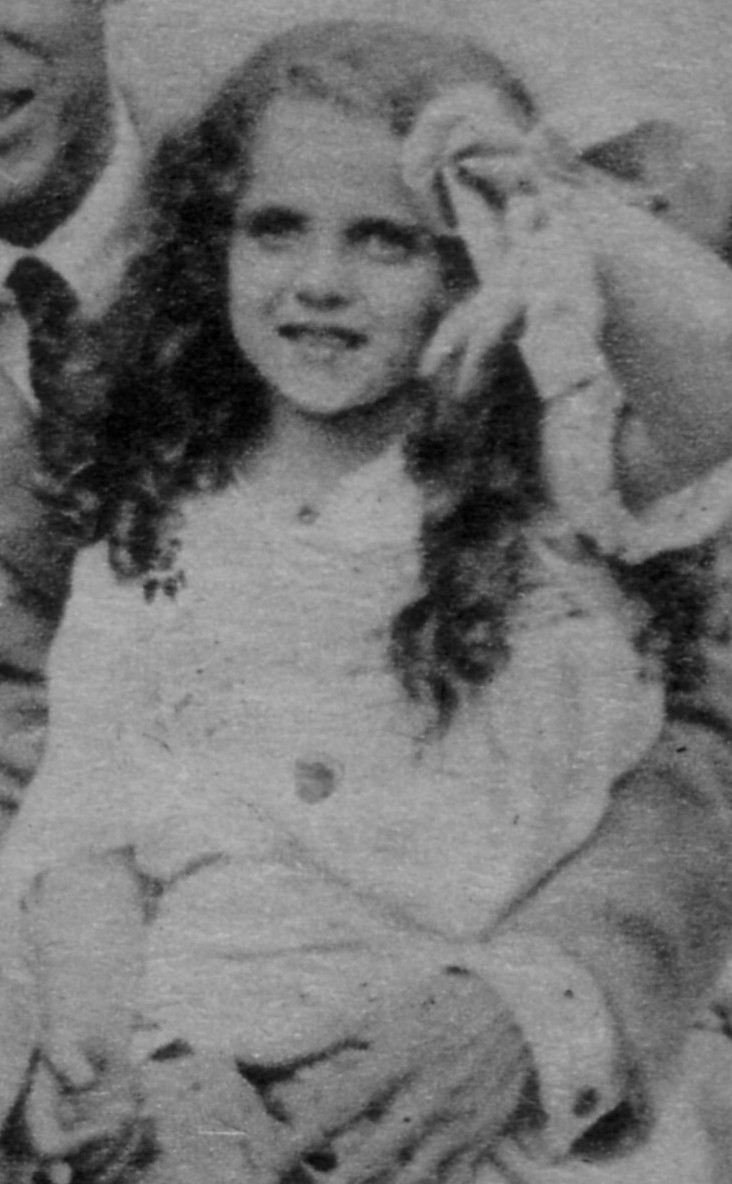
少女時代のティプトリー

ジェイムズ・ティプトリー・ジュニア（James Tiptree Jr.、女性、1915年8月24日 - 1987年5月19日）はアメリカ合衆国の作家、SF作家。本名はアリス・ブラッドリー・シェルドンで、別ペンネームとしてラクーナ・シェルドン（Raccoona Sheldon）。女性であることが世間に知られるようになったのは1977年のことである。

## 生涯

### 前半生
1915年、アリス・ブラッドリーとしてアメリカ合衆国シカゴのシカゴ大学にほど近いハイドパーク地区で生まれる。父は法律家で探検家のハーバード・ブラッドリー。母は小説や旅行記を書いていた作家のメアリー・ブラッドリー（2002年に『ジャングルの国のアリス』がメアリー・ヘイスティングズ・ブラッドリー名義で邦訳された）。
幼いころから両親とともに世界中を旅した。子供時代の大半をイギリス植民地下のアフリカ、インドで過ごす。アフリカでは野生のゴリラを見た最初の白人女性の一人になったとのこと。10歳にして、グラフィックアーチストを志し、16歳の時にはすでにアリス・ブラッドリー・デイビー (Alice Bradley Davey) の名で個展を開いていた。さらに1941年から1942年にかけては、シカゴ・サン紙で美術評論記事を書いていた。
大学在学中に最初の結婚をするが、妊娠中絶掻爬手術の失敗によって子供が産めなくなったことをきっかけに、1941年に離婚をしている。1942年、アメリカ陸軍航空軍に入隊し、ペンタゴンにて写真解析部門に勤務。1945年にハンティントン・D・シェルドンと再婚し、1946年に軍を辞め、夫と共に起業している。同年、ザ・ニューヨーカー誌の11月16日発売の号に最初の小説 "The Lucky Ones" が掲載されている。このときの作者名はアリス・ブラッドリーだった。
1952年、夫と共にCIAに招かれ、そこで働き始めた。なお、ハヤカワ文庫版『愛はさだめ、さだめは死』(1987年)の大野万紀による解説では、「五二年、ＣＩＡの発足とともにその設立に力を貸すよう政府から要請される」とあるが、チャールズ・プラットによる1983年のインタビューでの、ティプトリーの誇大な表現による誤解であり、CIAはその時期より以前に創設されている。なお、Julie Phillipsによるティプトリー評伝によると、彼女は、CIAでは重要な役職にはつかなかった。その後、彼女の方は大学に戻るため1955年にCIAを辞めている。
CIAを辞職後、アメリカン大学（1957年-59年）で学士号を取得し、ジョージ・ワシントン大学で実験心理学を専攻、1967年に博士号を取得。このときの研究テーマは「異なる環境における目新しい刺激への動物の反応」だった。この博士試験のストレス解消のためにSF小説を書き始めた。その後、同大学で実験心理学の講師を務めるが、1968年、身体を壊して辞職。
彼女は性的指向に従った複雑な関係を持っていた。「私は一部の男性はとても好きだが、何も知らないころから私に火を点けるのはいつも少女や女性だった」

### SF作家としての経歴
自分の今後について特に確信もないまま、SFを書き始めた。ペンネームとしてジェイムズ・ティプトリー・ジュニアを使い始めたのは1967年である。「ティプトリー」はマーマレードの瓶にあった言葉で、"ジュニア" をつけたのは夫のアイデアである。インタビューで彼女は「男性的な名前はうまい擬装のように思えた。男の方が落とされないという感じがした。これまでの人生で女だからという理由で職業的に散々ひどい目にあってきたから」と語っている。
1968年、作家としてデビュー。最初に活字になったのはアナログ誌に掲載された『セールスマンの誕生』だが、博士試験中に書いていた4編がすべて採用されてしまったため、本当の処女作がどれなのかは良く分からない。その後、骨太な作品を発表する人気作家となり、筆名が男性名なこともあり「もっとも男性らしいSF作家」と評価された。男性と女性の性を中心的なテーマにした、短編ながら深い味わいを持つ作品が多いことが特徴。
このペンネームは1970年代後半までうまく機能していた。「ティプトリー」がペンネームであることは知られていたが、それは諜報関係で働いているためだと理解されていた。読者も編集者も、「ティプトリー」は男だと仮定することが一般的だった。中には作品テーマから女性ではないかと推測する者もいた。
「ティプトリー」は公の場に姿を見せることなく、ファンや他のSF作家とは手紙で定期的にやりとりしていた。プロフィールの詳細を聞かれた場合、性別以外は率直に明かしていた。上にあるようなこと（陸軍航空軍にいたことや博士号を取得したことなど）は「ティプトリー」の書いた手紙でも触れられていたし、公式の経歴にも書かれていた。
母が1976年に亡くなると、「ティプトリー」として母も作家だったがシカゴで亡くなったことを明かしている。そこでファンの間でティプトリーの母親の死亡記事探しが始まり、間もなく全てが明らかになった。何人かの有名なSF作家は当惑させられることになった。ロバート・シルヴァーバーグは『愛はさだめ、さだめは死』の序文を書く際に、同短編集に収録された短編を吟味した上でティプトリーは決して女ではないと結論付けていた。ハーラン・エリスンは自身のアンソロジー Again, Dangerous Visions に収録したティプトリー作品の紹介で「今年一番の女流作家がケイト・ウィルヘルムなら、それを迎え撃つ男性作家はティプトリーである」と書いていた。シルヴァーバーグの文章（題名が「ティプトリーとはだれ、はたまた何者？」）はティプトリーの性別が議論の対象となっていたことを明確に示しているという一面もある。シオドア・スタージョンは、「ジェイムズ・ティプトリー・ジュニアを例外とすれば、最近のSF作家でこれはと思うのは、女性作家ばかりだ」とあるSF大会でスピーチしていた。
性別が明らかになっても、その才能の評価については本人が思っていたほど悪影響がなかった。実際、1977年には別のペンネームであるラクーナ・シェルドン名義の「ラセンウジバエ解決法」でネビュラ賞を受賞している。

### 死
本名が明らかになってからも約10年間、ティプトリーの名で作品を発表し続けた。1987年5月19日、老人性痴呆症が悪化した夫を、前々からの取り決め通りにショットガンで射殺し、みずからも頭を撃ちぬき自殺した。71歳であった。発見されたとき、ベッドに並んで手を繋いだ状態で横たわっていたという。伝記作家 Julie Phillips によれば、シェルドンが残した遺書は数年前から用意されていたものだったという。1980年代前半のチャールズ・プラットとのインタビューで、ティプトリーは感情的な問題と自殺未遂の経験があることを明かしている。実際彼女の作品の多くは暗く悲観的な要素を含んでおり、後付けで考えれば彼女が内面に抱えていた感情的問題が反映されていたと見ることもできる。
ティプトリーにちなんで、ジェンダーへの理解を深めることに貢献したSF・ファンタジー作品に贈られるジェイムズ・ティプトリー・ジュニア賞が1991年に創設されたが、その死の経緯から、彼女の名を冠することへの適切さに関する議論が起こり、賞の名前は2019年より「アザーワイズ賞」に変更された。
なお、2006年に出版されたティプトリーの評伝 Julie Phillips  'James Tiptree, Jr.: The Double Life of Alice B. Sheldon' (St. Martin's Press） は、ヒューゴー賞の関連書籍部門を受賞、全米批評家協会賞（伝記部門）を受賞している。

## 作品解説
ティプトリーは多彩な作家であり、様々なスタイルやサブジャンルの作品を書いている。テクノロジーに注目したハードSF的な側面と社会学や心理学に注目したソフトSF的側面を兼ね備えていた。同時にニュー・ウェーブ運動の実験的スタイルの作品も書いている。
平凡な作風の小説をいくつか書いた後、彼女は1969年の「エイン博士の最後の飛行」で初めて高く評価された。地球の生態系の破壊を懸念した科学者が人類全体を葬ろうとする話を同情的に描いた話である。
彼女の作品の多くは若いころに読んでいたスペースオペラやパルプ・マガジンに載るような話に似ているが、全体的に雰囲気はもっと暗い。登場人物が宇宙旅行すると、大きな精神的疎外感を味わったり、並外れた体験によって何かを成し遂げるが、同時に死も招く。John Clute はティプトリーの「ビジョンのやるせない複雑さ」に注目し、「ジェイムズ・ティプトリーの作品は、直接的に死を描いたり、心や全ての希望や種の死で終わるものがほとんどであって、そうでない物語は滅多にない」と結論付けた。例えば「苦痛志向」という作品では、宇宙探検家が痛みを感じなくなるが、そのような生活が耐えられないことを発見する。「一瞬のいのちの味わい」では、遠い惑星上で人類の真の目的が見つかり、個人の人生が完全に無意味となる話である。
もう1つの大きなテーマは、自由意志と生物として決定されていること（本能）、さらには性欲との引っ張り合いである。「愛はさだめ、さだめは死」は人類が全く登場しない珍しいSFで、異星の生命体の本能と理性の葛藤を描いている。「ラセンウジバエ解決法」は性的な精神異常による殺人（女性殺し）が蔓延する社会を描いている。ティプトリー作品では性は率直に描かれており、ときに冗談めかしているが大概は威嚇的である。
素性が明らかになる前のティプトリーは男性SF作家としては滅多にないほどフェミニストだとよく言われていた。特に「男たちの知らない女」では、2人の女性が異星人と遭遇し、誘拐されるのではなく自らの意思で地球を捨てて異星人についていく。「ヒューストン、ヒューストン、聞こえるか？」では女性だけの社会が描かれており、その様子からはもっと多義的な立場であることがうかがえる。
2つの長編を書いているが、評価は短編の傑作ほどではない。

## 評価
- 「ジェイムズ・ティプトリーの作品は表面上は軽やかで時に陽気であり、SFの約束事を守ることで読みやすい物語における不変の洞察の物寂しさを伝えることを可能にした。しかし最終的に彼女は偽ることができなかった」 — from The Encyclopedia of Science Fiction, by John Clute and Peter Nicholls
- 「シェルドンは我々の世代の最高の短編作家だった。彼女は後の世代のSF作家に多大な影響を与えた。その足跡はサイバーパンクの芝生の至るところにある」 — ガードナー・ドゾワ、ローカス誌（1987年）
- 「彼女の小説は人道主義的である一方、男性と女性（さらには人類と異星人）の調和についての懸念を深く描き、フェミニスト作家に見られる「性の分離」への反論となっている。彼女の作品がSFにもたらしたものは、叙情性と創造性の交じり合ったものであり、叙情詩人がSFの古典的名作を書き直し、それを精神分析学者が仕上げたようなものである」 — ブライアン・オールディス、『一兆年の宴』
- 「ティプは現代SF成熟過程の重要な一部だった。「彼」は特に性とジェンダーについて読者の仮定と競合する強力なフィクションを書いた」 — Suzy McKee Charnas, The Women's Review of Books
- 「（ティプトリー作品は）彼女が言っていたこと、すなわち苦労して学べば、男女が共に互いの性について語ることができるという証明である」 — アーシュラ・K・ル＝グウィン、Khatru

## ラジオドラマ化・映像化作品
- 「ヒューストン、ヒューストン、聞こえるか？」が1990年、ナショナル・パブリック・ラジオの Sci-Fi Radio でラジオドラマ化（30分×2回）
- "Yanqui Doodle" が1990年、ナショナル・パブリック・ラジオの Sci-Fi Radio でラジオドラマ化（30分）
- 「接続された女」が1988年、Welcome to Paradox という番組でテレビドラマ化
- "Weird Romance" （1992年）はオフ・ブロードウェイのミュージカルで、第一部が「接続された女」に基づいている。
- 「ラセンウジバエ解決法」が2006年、Masters of Horror という番組でテレビドラマ化

## 受賞歴
- 1973年 - 「愛はさだめ、さだめは死」でネビュラ賞を受賞。
- 1974年 - 「接続された女」でヒューゴー賞を受賞。
- 1976年 - 「ヒューストン、ヒューストン、聞こえるか？」でヒューゴー賞、ネビュラ賞を受賞。
- 1977年 - 「ラセンウジバエ解決法」でネビュラ賞を受賞。（ラクーナ・シェルドン名義）
- 1985年 - 「たったひとつの冴えたやりかた」でローカス賞、星雲賞海外短編部門を受賞。
- 1987年 - 『すべてのまぼろしはキンタナ・ローの海に消えた』で世界幻想文学大賞短編集部門を受賞。
- 2000年 - 「星ぼしの荒野から」で星雲賞海外短編部門を受賞。
- 2008年 - 『輝くもの天より堕ち』で星雲賞海外長編部門を受賞。
- 2017年 - 「もどれ、過去へもどれ」で星雲賞海外短編部門を受賞。

## 作品リスト

### 長編
- Up the Wall of the World(1977) - ISBN 978-0441854714
- 輝くもの天より堕ち Brightness falls from the Air(1985)
  - ハヤカワ文庫SF（浅倉久志訳、2007）, ISBN 978-4-15-011623-1

### 短編集
- 故郷から10000光年 Ten Thousand Light-years from Home(1973)
  - ハヤカワ文庫SF（伊藤典夫訳、1991）,ISBN 978-4150109240
- 愛はさだめ、さだめは死 Warm Worlds and Otherwise(1975)
  - ハヤカワ文庫SF（伊藤典夫・浅倉久志訳、1987）,ISBN 978-4150107307
- 老いたる霊長類の星への賛歌 Star Songs of an Old Primate(1978)
  - サンリオSF文庫（友枝康子・伊藤典夫訳、1986）
  - ハヤカワ文庫SF（友枝康子・伊藤典夫訳、1989）,ISBN 978-4150108267
- 星ぼしの荒野から Out of the Everywhere and Other Extraordinary Visions(1981)
  - ハヤカワ文庫SF（伊藤典夫・浅倉久志訳、1999）,ISBN 978-4150112677
- Byte Beautiful(1985) - ISBN 978-0385196536 オムニバス短編集 "Excursion Fare"のみ短編集初収録
- たったひとつの冴えたやりかた The Starry Rift(1986)
  - ハヤカワ文庫SF（浅倉久志訳、1987）,ISBN 978-4150107390
- すべてのまぼろしはキンタナ・ローの海に消えた Tales of the Quintana Roo(1986)
  - ハヤカワ文庫FT（浅倉久志訳、2004）,ISBN 978-4150203733
- あまたの星、宝冠のごとく Crown of Stars(1988)
  - ハヤカワ文庫SF（伊藤典夫・小野田和子訳、2016）,ISBN 978-4150120559
- Her Smoke Rose Up Forever(1990) オムニバス短編集
- Meet Me at Infinity (2000) 未発表作品、短編集初収録作品、エッセイ等を収録